# Ivan Štraus

UNIS-Türme in Sarajevo

Ivan Štraus (* 24. Juni 1928 in Kremna, Königreich Jugoslawien; † 25. August 2018 in Sarajevo) war ein bosnischer Architekt. Er gehörte zu den wichtigsten Architekten Jugoslawiens in der Zeit nach dem Zweiten Weltkrieg.
Mit vier Jahren zog er mit seinen Eltern nach Banja Luka, weil sein Vater dorthin versetzt wurde. Nachdem der Vater im achten Lebensjahr von Ivan in Zagreb verstorben war, wurde er von seinem Onkel adoptiert und nahm dessen Familiennamen Štraus an.
Štraus begann 1947 in Zagreb Architektur zu studieren und schloss 1958 an der Technischen Universität Sarajevo ab. Arbeitete danach an der Technischen Universität Sarajevo als Assistent. 1959–1961 und wieder 1965–1984 war er bei der Zeitschrift „Arhitekt“ tätig. In den 1980er Jahren wurde er Mitglied der Akademie der Wissenschaften und Künste Bosnien-Herzegowinas.
Štraus baute im In- und Ausland. Zu den bekannten Bauten gehören in Sarajevo das Hotel „Holiday Inn“ (1983), die UNITIC-Türme (ehemals UNIS, 1986), das Bürogebäude der „Elektroprivreda BiH“ (1978) sowie das Luftfahrtmuseum Belgrad.